# Michael Oliver
Pour les articles homonymes, voir Oliver.
Michael Oliver, né le 20 février 1985 à Ashington au Royaume-Uni, est un arbitre de football professionnel anglais.
Il appartient au groupe d'arbitres qui officie principalement dans le championnat d'Angleterre de football.
Depuis 2012, il peut également arbitrer les matchs internationaux.

## Biographie
Il officie lors de la Coupe du monde des moins de 20 ans 2019 organisée en Pologne. Lors du mondial junior, il arbitre trois rencontres : un match de phase de poule entre le Sénégal et la Colombie, un match des huitièmes de finale entre l'Uruguay et l'Équateur, et enfin la demi-finale entre l'Équateur et la Corée du Sud.
Le 15 mai 2021, il arbitre la finale de la Coupe d'Angleterre entre Chelsea et Leicester City.
Le 2 juillet 2021, il arbitre le match de quart de finale de l'euro 2020 qui oppose la Suisse et l'Espagne.

## Controverses
Michael Oliver, comme certains autres arbitres de la Premier League, a été invité à arbitrer des matchs amicaux dans des pays du Golfe, notamment en Arabie saoudite et aux Émirats arabes unis (EAU). Ces missions, effectuées contre rémunération, ont attiré l'attention en raison des liens étroits entre certains clubs de Premier League et ces États. En particulier, Manchester City, club majeur de Premier League, qui est détenu à plus de 70 % par le City Football Group, une entité sous contrôle du fonds d'investissement Abu Dhabi United Group (ADUG). Le président de ce fonds, Sheikh Mansour bin Zayed Al Nahyan, occupe également des fonctions importantes au sein du gouvernement des Émirats arabes unis. Ce lien entre un État étranger et un club de Premier League a soulevé des inquiétudes sur la possibilité d'un conflit d'intérêts lorsque des arbitres, comme Michael Oliver, interviennent dans ces contextes.
Les critiques concernant ces arbitrages rémunérés mettent en avant la difficulté de garantir une stricte impartialité. En arbitrant des matchs dans des pays où des intérêts financiers et politiques sont liés à la Premier League, les arbitres s'exposent à des soupçons de partialité.
Face à ces controverses, des mesures ont été envisagées par les autorités du football anglais. En janvier 2025, il a été rapporté que la Professional Game Match Officials Limited (PGMOL), l'organisme en charge des arbitres de Premier League, a décidé de restreindre les missions des arbitres anglais dans les pays du Golfe, notamment en Arabie saoudite et aux EAU. Cette décision vise à préserver l'intégrité de l'arbitrage et à éviter toute perception de conflit d'intérêts.
Michael Oliver n'est pas le seul arbitre concerné par ces critiques, mais son rôle en tant que figure emblématique de l'arbitrage anglais a intensifié l'attention médiatique autour de ces questions.
- Ressources relatives au sport :   - Eu-football
  - Mondefootball (arbitres)
  - Soccerway
  - Transfermarkt (arbitres)